# Boa (šal)
Boa (šal) je dolg, šalu podoben dodatek oblačilom. 
Nosi se ga ovitega okrog vratu. Ime je dobila po ogromni kači boi, ki se ovije okrog vratu žrtve.
Izdelana je iz peres ali krzna. Proti koncu 19. stoletja in na začetku 20. stoletja so bile zelo priljubljene boe iz ptičjih (predvsem nojevih) peres. Popularne so postale ponovno v 30. in 60. letih 20. stoletja.